# 長吻䱻
长吻䱻（学名：Hemibarbus longirostris）为輻鰭魚綱鯉形目鲤科䱻屬的鱼类。其种加词“longirostris”意为“长吻的”。分布于朝鲜西南部及日本本州和四国的西半部以及珠江水系的西江、北江、东北和浙江各水系等。该物种的模式产地在朝鲜。體長可達20公分。